# Васильево-Шамшево
Васильево-Шамшево — село в Кагальницком районе Ростовской области.
Административный центр Иваново-Шамшевского сельского поселения.

## География

### Улицы
| - ул. Азовская - ул. Животноводов - ул. Жукова - ул. Зерноградская - ул. Майская - ул. Набережная - ул. Светлый - ул. Специалистов - ул. Школьная | - пер. Безымянный - пер. Кооперативный - ул. Волгоградская |

## История
После  смерти   Шамшева Ивана Ивановича два сына генерала: Иван Иванович и Василий Иванович разделили между собой земли отца. Одна часть, которая находилась во владении Ивана Ивановича стала называться ИВАН0ВО-ШАМШЕВО. Другая часть, которая находилась во владении  Василия Ивановича стала называться ВАСИЛЬЕВО-ШАМШЕВО.
Усадьба генерала Василия Шамшева была расположена в очень живописном месте. По левой окраине усадьбы протекала многоводная река Кагальник, с правой стороны усадьбу 
защищали от сильных степных ветров аллея из мощных дубов и  расположенный за ней большой фруктовый сад. От усадьбы сад отделялся большим огородом. На территории усадьбы генерала Шамшева были построены многочисленные постройки.
В центре был расположен большой хозяйский дом, у входа которого стоял большой стеклянный аквариум с золотыми рыбкам,на которые в воскресные базарные дни 
посмотреть приходило много народа. Слева хозяйского дома была построена церковь, в которой проходила как праздничная, так и повседневная служба. Церковь увенчивалась золоченым куполом с крестом, которые были видны издалека каждому жителю села и подъезжающим к селу гостям. Вокруг церкви располагалась железная решетка, внутри которой находились захоронения почетных людей села. Здесь же находился и именной склеп семьи Шамшевых. Склеп был сделан из белого мрамора, отделывался и изготавливался в 
Германии, так как  жена генерала Шамшева была родом из Германии.  Кусок  мрамора  от этого склепа с надписью и печатью изготовителя  хранится в школьном музее. Его обнаружили ученики местной школы, когда обследовали местность, где была расположена усадьба.
Справа от хозяйского дома был расположен большой ипподром, на территории  которого в воскресные дни собирался большой базар. Генерал Шамшев был любителем скаковых лошадей, для которых были построены добротные кирпичные конюшни. В праздники на ипподроме устраивались скачки, на которые собиралось  много местных жителей и гостей. Музыка, веселье, смех, игры, спортивный задор соревнующихся  жокеев захватывали  всех присутствующих, равнодушных не оставалось.
В усадьбе существовала начальная школа, а за границей усадьбы был построен двухквартирный дом для учителей. Сельские дети с большим желанием посещали школу, родители их были очень довольны и благодарны генералу Шамшеву, который беспокоился о образовании и воспитании детей крестьян его имения.
Для обслуживания большого хозяйского дома и приусадебного хозяйства нужно было много рабочих рук. Для наемных рабочих были построены  жилые помещения и кухня со столовой.
Границей усадьбы служила пограничная канава, остатки которой существуют н поныне. За канавой в передней её части была возведена высокая стена, свыше двух метров. В этой кирпичной стене имелись ворота для выездов хозяев и калитки для наемных рабочих.
После Октябрьских событий 1917 года в бывшем имении генерала Шамшева была создана трудовая колония для детей – сирот гражданской войны. Эта трудовая колония известна в истории, как коммуна имени Евдокимова, её организатора. Дети здесь не только учились, но и получали трудовые навыки. Хорошо было поставлено сапожное и столярное ремесло. С помощью наставников дети ухаживали за животными, обрабатывали землю. На их попечении были также и большой плодоносящий сад и поливной огород. Учителя были бывшие воины, которые воспитывали у колонистов дисциплину и порядок.
В 1926 году коммуна имени Евдокимова была реорганизована. В неё влились демобилизованные воины пятого Ростовского полка ОГПУ вместе с семьями. Благодатные 
земли  привлекали многих переселенцев из разных мест. Сюда ехали на постоянное жительство люди целыми семьями с Украины, из Калмыкии, казаки с Верхнего Дона, люди из перенаселенного соседнего села Ново-Батайск. Переселенцы здесь получали земельные наделы, строили курени, хаты, образуя многочисленные хутора.  Всего  на территории  села Васильево-Шамшево восемнадцать хуторов.
По административному делению того времени часть сел и хуторов  входили в Иваново-Шамшеский Совет, а другая часть входили а Кагальницкий Совет. Советы входили в Батайский, затем в Азовский, потом в 3ерноградский, в настоящее время в Кагальницкий район.
На сегодняшний день Васильево-Шамшево и окружающие хутора населяют 1,9 тысяч человек 
В селе работает Сельский дом культуры, на базе которого занимаются театральные коллективы "Фламинго" и "Лучики", проходят массовые гуляния и праздники.

## Население
| 2010 |
| ---- |
| 487  |

### Известные люди
- В селе родился Жуков, Владимир Александрович — Герой Советского Союза.